# Gare d’Accolay
Gare d’Accolay vasútállomás Franciaországban, Accolay településen.

## Vasútvonalak
Az állomást az alábbi vasútvonalak érintik:
- Cravant - Bazarnes-Dracy-Saint-Loup-vasútvonal

## Kapcsolódó állomások
A vasútállomáshoz az alábbi állomások vannak a legközelebb:
- Gare de Vermenton (Gare d’Avallon)
- Gare de Cravant - Bazarnes (Paris Gare de Bercy)